# Psychoda hespersa
Psychoda hespersa är en tvåvingeart som beskrevs av Quate 1959. Psychoda hespersa ingår i släktet Psychoda och familjen fjärilsmyggor. Inga underarter finns listade i Catalogue of Life.